# 西沢本店 (アルバ)
株式会社西沢本店（にしざわほんてん）は、長崎県佐世保市に本社を置き、長崎県下においてファッションビルや手芸店を営む企業。

## 概要
四ヶ町商店街に面して「ファッションスペース Alba（アルバ）西沢」を運営している。なお、同商店街に立地する百貨店「トゥインクル西沢」を運営している同名の株式会社西沢本店とは、資本及び人的関係はない。但し、どちらもそのルーツを滋賀県に持ち、いわゆる“近江商人”の流れに属するという共通点を持つ。

## 沿革
- 1830年頃 - 近江国彦根（現在の滋賀県彦根市）にて創業。当初は近江産の麻や上布の卸売業を営んでいた。
- 1880年頃 - 呉服小売業に進出。
- 1959年（昭和34年） - 現在の株式会社西沢本店を設立。
- 1985年（昭和60年） - 本店を改装、Alba西沢オープン。

## 店舗
- 佐世保店（Alba西沢） - 後述。佐世保市島瀬町7-7 四ヶ町アーケード内
- 大村店 - 大村市本町458-2 プラットおおむら1階
- 長崎万屋店 - 長崎市万屋町5-36
- 長崎滑石店 - 長崎市大園町7-8

※ かつては、福岡県にも出店していたが、2021年（令和3年）8月に福岡井尻駅前マックスバリュ店が閉店したことにより撤退となった。

## アルバ西沢
アルバ西沢（アルバにしざわ）は、西沢本店が運営するファッションビル。国道35号線及び四ヶ町商店街に面している。
もとは1階から8階までのフロアで営業していたが、2013年（平成25年）施行の改正耐震改修促進法の対象となる建物となった。2018年（平成30年）1月までに5階から8階までの店舗を閉店させ、1階から4階までの営業となった。営業縮小に伴い、店舗面積は約7,000m2から約4,700m2に減少した。
2022年（令和4年）4月29日には、2階にイオン九州による運営の「イオン佐世保四ヶ町店」が開業した。開業当初の売場面積は619m2で、これは2階の面積の約半分に相当する。同店は同年2月末をもって閉館したイオン佐世保店の利用客からの要望や、西沢本店がイオン九州に申し出を行ったことで出店が実現した。衣料品（婦人紳士カジュアル衣料、スポーツウェア、肌着・靴下・ナイトウェア）を中心に、ペットフードや日用消耗品を取り扱う食料品非取扱の小型店舗となる。イオンの出店に合わせ、アルバ西沢自体も売場移動や新店オープンなどのリニューアルが行われた。
2023年（令和5年）5月28日には、子ども服フロアを3階に、一部の店舗を1階へそれぞれ移転するリニューアルを実施した。このリニューアルにより、2階はフロア全体がイオンで占めるようになった。
同年8月5日には、2階に大創産業による運営の「ダイソー佐世保アルバ西沢店」が開業した。ダイソーは前述したイオン佐世保ショッピングセンター内に出店していたため、閉店から約1年半ぶりに四ヶ町商店街へ再出店することとなった。